# Seznam českých příjmení, Ž
Toto je seznam českých příjmení začínajících na písmeno Ž. Seznam zatím zahrnuje pouze příjmení s více než 250 mužskými nositeli.
| Příjmení | Počet | Přechýleně | Počet | ORP s největší hustotou |
| -------- | ----- | ---------- | ----- | ----------------------- |
| Žák      | 4 732 | Žáková     | 4 949 | Nové Město na Moravě    |
| Žáček    | 2 470 | Žáčková    | 2 603 | Luhačovice              |
| Žižka    | 2 024 | Žižková    | 2 143 | Vimperk                 |
| Žiga     | 1 408 | Žigová     | 1 362 | Jeseník                 |
| Žídek    | 904   | Žídková    | 966   | Kravaře                 |
| Žídek    | 904   | Žídeková   | 2     | Kravaře                 |
| Žemlička | 815   | Žemličková | 851   | Kraslice                |
| Žůrek    | 782   | Žůrková    | 798   | Vizovice                |
| Žďárský  | 734   | Žďárská    | 779   | Nový Bydžov             |
| Žalud    | 657   | Žaludová   | 703   | Ivančice                |
| Živný    | 648   | Živná      | 644   | Boskovice               |
| Žilka    | 574   | Žilková    | 599   | Konice                  |
| Železný  | 546   | Železná    | 565   | Telč                    |
| Židek    | 541   | Židková    | 587   | Kravaře                 |
| Židek    | 541   | Žideková   | 10    | Kravaře                 |
| Ženíšek  | 438   | Ženíšková  | 483   | Prachatice              |
| Žaloudek | 424   | Žaloudková | 450   | Čáslav                  |
| Žampach  | 373   | Žampachová | 363   | Hlinsko                 |
| Žabka    | 349   | Žabková    | 356   | Žamberk                 |
| Žitník   | 311   | Žitníková  | 324   | Rožnov pod Radhoštěm    |
| Žárský   | 310   | Žárská     | 291   | Kopřivnice              |
| Žurek    | 299   | Žurková    | 299   | Opava                   |
| Žurek    | 299   | Žureková   | 2     | Opava                   |
| Žíla     | 291   | Žílová     | 294   | Stříbro                 |
| Žitný    | 261   | Žitná      | 240   | Otrokovice              |
| Žváček   | 260   | Žváčková   | 297   | Zábřeh                  |
| Žiška    | 256   | Žišková    | 318   | Kralovice               |